# Paul Rusesabagina
Paul Rusesabagina (Murama, Ruanda-Urundi, 15 de junho de 1954) é um cidadão de Ruanda internacionalmente reconhecido pela sua atuação humanitária durante o Genocídio de Ruanda em 1994, no qual foram exterminados aproximadamente 1 milhão de Tutsis.
Paul era da etnia hutu enquanto sua mulher era da etnia tutsi. Durante os combates ele abriga sua família no Hotel Les Mille Collines em Kigali, de propriedade do grupo belga Sabena, onde era gerente. Com a saída dos hóspedes do hotel, Paul o abre aos refugiados, salvando assim 1 268 Tutsis e Hutus.
A história de Paul Rusesabagina ficou internacionalmente conhecida quando foi retratada no filme Hotel Ruanda de 2004, numa atuação de Don Cheadle nomeado ao Óscar.
Em 2005 recebeu do presidente americano George W. Bush a "Presidential Medal of Freedom" dos EUA.
Atualmente ele vive em Kraainem, na Bélgica, com sua esposa Tatiana, seus filhos e sobrinhos, onde montou uma empresa de transportes. Paul é membro da igreja Adventista do Sétimo Dia.

## Prisão e condenação
Rusesabagina recebeu um mandado de prisão internacional, emitido pelo Rwanda Bureau of Investigation (RIB) e processo por crimes graves, como terrorismo, incêndio criminoso, sequestro e assassinato de civis ruandeses inocentes em várias partes de Ruanda, incluindo Nyabimata no distrito de Nyungwe- Nyamagabe no distrito de Nyamagabe em dezembro de 2018.
Rusesabagina é suspeito de ser o fundador, líder, patrocinador e membro de redes terroristas violentas, extremistas e armadas, como MRCD e PDR-Ihumure, que operam em vários locais da região e no estrangeiro ", disse o RIB, que indicou que avaliou um mandado de prisão internacional Rusesabagina é o líder do Movimento Ruandês pela Mudança Democrática (MRDC). Ele está atualmente detido na delegacia de Remera enquanto uma investigação está sendo conduzida sobre as queixas ao abrigo do Código de Processo Penal.
Em setembro de 2021, aos 63 anos, foi condenado a 25 anos de prisão, sob acusação do seu partido, o PDR-Ihumure, estar ligado a ataques contra civis no sudoeste do país. Outros dizem que o verdadeiro crime de Rusesabagina foi ser dos mais conhecidos opositores do Presidente Paul Kagame, reeleito em 2017 com quase 99% dos votos. 
As circunstâncias da detenção de Rusesabagina, que tem cidadania belga e estava exilado nos Estados Unidos há anos, estiveram envoltas em mistério. Quando o herói de Hotel Ruanda surgiu algemado em Kigali, em setembro de 2020, a sua família denunciou que fora raptado durante uma visita ao Dubai, e que este nunca teria arriscado voltar ao seu país com Kagame no poder. Já o Presidente negou que se tenha tratado de um sequestro. Rusesabagina que foi enganado por um amigo, um pastor protestante que ‘virara’ agente de Kagame, e levado a entrar num jato privado que pensava dirigir-se ao Burundi.

## Prémios Internacionais
- Immortal Chaplains Prize for Humanity (2000)
- Wallenberg Medal da Universidade de Michigan (2005)
- National Civil Rights Museum Freedom Award (2005)
- Medalha Presidencial da Liberdade (2005)